# التاريخ الطبيعي لجبل كينيا

خريطة تظهر المناطق الخضرية حول جبل كينيا

جبل كينيا متنوع النباتات والحيوانات، لِما يمتاز به من تباين في: الارتفاعات، والمظاهر، وهطول الأمطار، ودرجات الحرارة. يمكن تقسيم المنحدرات الجبلية إلى عدة مناطق نباتية، كل منطقة تهيمن عليها أنواع نباتية مختلفة. لِكثير من نباتات جبل كينيا أسماء محلية (كيكويو وميرو وإمبو)، لكنها مذكورة هنا بأسمائها الإنجليزية العلمية وحسب.
ينشأ طقس الجبل غالبًا عن المحيط الهندي، أي من شرقه وجنوبه الشرقي، ولذا فمنحدراته شديدة الرطوبة. تدعم المنحدرات الأرطب غابات أَسْمك وخيزرانًا أكثر ونباتات أعطش. في المنحدرات الشرقية والجنوبية الشرقية تنوُّع حيوي أكبر مما في المنحدرات الشمالية والغربية.
المناطق النباتية في جبل كينيا مميزة إلى حد ما. الأرض المحيطة بالجبل -المسطحة نسبيًّا- جافة جدًّا، فلا تدعم نمو الغابات، وقد كانت ذات يوم مروج سافانا، لكن أغلبها الآن زراعي أو مستعمل في الرعي، وما زالت فيها بعض النباتات الأصلية. وأما المنحدرات السفلية فتغطيها غابات جبلية، لكن أيضًا أزيل كثير منها للزراعة، وإن بقيت سليمة لدى طريق تشوغوريا في الجنوب الشرقي. تعلو تلك الغابات مساحات كبيرة من الخيزران، خصوصًا في الشرق والجنوب الشرقي. وأما الغابات الجبلية التي تعلو الخيزران، فأغلبها معلاقات (شجر البودوكاربس). وهذه الغابات تعلوها غابات أخرى شجرية تمتاز بخشب الورد الأفريقي. وفوق هذا النطاق الشجري بَراح (لدى الناحية الأرطب)، وغابات حرشية شبه أَلْبِيَّة (لدى الناحية الأجفّ). أعلى الجبل -في المنطقة الأفريقية الألبية- يكون الغطاء النباتي أكثر تأقلمًا مع البرودة. وأما المنطقة القاحلة التي كانت متجمدة حتى وقت قريب، فتُدعى المنطقة الثلجية.
في كل منطقة أنواع نباتية مختلفة، وغالبًا ما تمتاز نباتات المناطق العلوية بخصائص مدهشة لافتة للنظر. ثلاثة أرباع النباتات الموجودة بالمنطقة الأفريقية الألبية من النوع المستوطِن. تتنقل الحيوانات الفقارية بين مناطق نباتية مختلفة.

## المناطق

### الأراضي المنخفضة المحيطة بالجبل
يبلغ ارتفاع المنطقة المحيطة بالجبل نحو 2,000 متر (6,600 قدم). ومناخها دافئ جاف. أغلب النباتات: سافانا وأشجار قمئية. تنمو فيها أعشاب متنوعة، وأشجارها وآجامها يستغلها المحليون استغلالات مختلفة. تُزرع شُجيرات «صبار أم اللبن» وشجيرات «لانتانا مقوسة» غير الأصلية لتكون سياجًا شجريًّا. 

### المنطقة الزراعية
تربتها رطبة خصبة، بسبب النشاط البركاني قديمًا. معظم المنطقة المزروعة في المنحدرات حاليًّا كانت ذات يوم غابات. لكن تُركت بعض الأشجار كما هي أثناء إزالة الغابات، وبها يمكن تكوين صورة عن الأشجار التي كانت موجودة من قبل.
المحاصيل المتكررة زراعتها: الشاي، والقهوة، والفاصولياء، والذرة، والموز، والبطاطس، والأرز، والفواكه الحمضية، والمَنْجة، والخضراوات. تختلف المحاصيل باختلاف المنطقة، بسبب فرق كبير في كمية الأمطار بين المنحدرات الشمالية والجنوبية. المنحدرات الجنوبية أرطب جدًّا، ولذا فهي مثالية لنمو الشاي والقهوة، وأما المنحدرات الشمالية فلا تَصلح بجفافها لتلك المحاصيل. تُنتج بعض المزارع الكبيرة القمح والشعير. عادة ما تُحفظ المواشي في المناطق الأجف، لا سيما البقر لألبانها. 

### الغابات الجبلية
هنا أيضًا تختلف النباتات باختلاف المنطقة الجبلية. النوع المهيمن على المنحدرات السفلية الجنوبية الشرقية: أوكوتي أُوزَمْبَرِنْسيس، الذي قد يبلغ في نموه 45 مترًا (150 قدمًا)، تنمو هناك أيضًا: نباتات حزازية، وأشنات، وسراخس. يعيش في تلك الغابات: عدة أنواع من القرود، وكثير من الظباء، ووبر شجري، وحيوانات أكبر كالأفيال والجاموس. لا توجد الحمير المخططة إلا في المنحدرات الشمالية. 

### منطقة الخيزران
هذه المنطقة موجودة في وسط المنطقة الغابية. وهي منطقة طبيعية، ليست ناتجة عن إزالة الغابات أو غيرها من التدخُّلات. الخيزران الناضج لا تستسيغه معظم الحيوانات، فيقل وجودها لديه. 

### الغابات الشجرية
عادة ما تكون بين ارتفاع 3,000 متر (9,800 قدم) و3,500 متر (11,500 قدم)، وإن كانت تمتد أكثر من هذا جنوبًا لدى المنحدرات الأجفّ.

### منطقة البَراح والغابات الحرشية
موجودة بين ارتفاع 3,200 متر (10,500 قدم) و3,800 متر (12,500 قدم). البراح في المناطق الأرطب، والغابات الحرشية في الأجفّ. معظم النباتات هناك شجيرات ذات أوراق صغيرة. الحيوانات فيها مزيج من أنواع غابية وأنواع ألبية. والحيوانات الكبيرة قليلة فيها. 

### المنطقة الأفريقية الألبية
تبدأ من ارتفاع 3,500 متر (11,500 قدم). تمتاز بهواء جاف ودرجات حرارة منخفضة متقلبة جدًّا على مدار اليوم.